# Roubíčkova Lhota
Roubíčkova Lhota je malá vesnice, část obce Postupice v okrese Benešov. Nachází se asi 2 km na severozápad od Postupic. V roce 2009 zde bylo evidováno 13 adres. Roubíčkova Lhota je také název katastrálního území o rozloze 4,67 km². V katastrálním území Roubíčkova Lhota leží i Dobříčkov.

## Historie
První písemná zmínka o vesnici pochází z roku 1387.